# Albert Theisz
Albert Frédéric Félix Theisz (Boulogne-sur-Mer, 13 febbraio 1839 – Parigi, 10 gennaio 1881) è stato un politico e sindacalista francese.
Fu un elemento di spicco della Comune di Parigi.

## Biografia
Operaio cesellatore in bronzo, animò gli scioperi di categoria del 1867, fu iscritto alla I Internazionale e uno dei fondatori della camera sindacale delle Società operaie. Per la sua attività politica e sindacale, l'8 luglio 1870 fu condannato a due mesi di prigione.
Liberato in settembre alla caduta dell'Impero, riorganizzò le sezioni sindacali dell'Internazionale e fu eletto al Comitato centrale dei venti arrondissement. Nel febbraio del 1871 si presentò candidato socialista rivoluzionario, senza essere eletto, alle elezioni dell'Assemblea Nazionale.
La nascita della Comune lo vide eletto, il 26 marzo, al Consiglio, e fece parte della Commissione Lavoro e Scambio. Il 5 aprile divenne direttore delle Poste. Fece parte della minoranza e durante la Settimana di sangue combatté sulle barricate.
Sfuggì alla repressione versagliese rifugiandosi a Londra, dove lavorò come operaio, fece parte del Consiglio generale dell'Internazionale, conobbe Marx e si avvicinò alle sue posizioni. Tornato a Parigi con l'amnistia del 1880, vi morì poco dopo. È sepolto nel cimitero di Père-Lachaise.